# Menganti (Menganti)
Menganti is een bestuurslaag in het regentschap Gresik van de provincie Oost-Java, Indonesië. Menganti telt 9981 inwoners (volkstelling 2010).